# تحمل خشکی

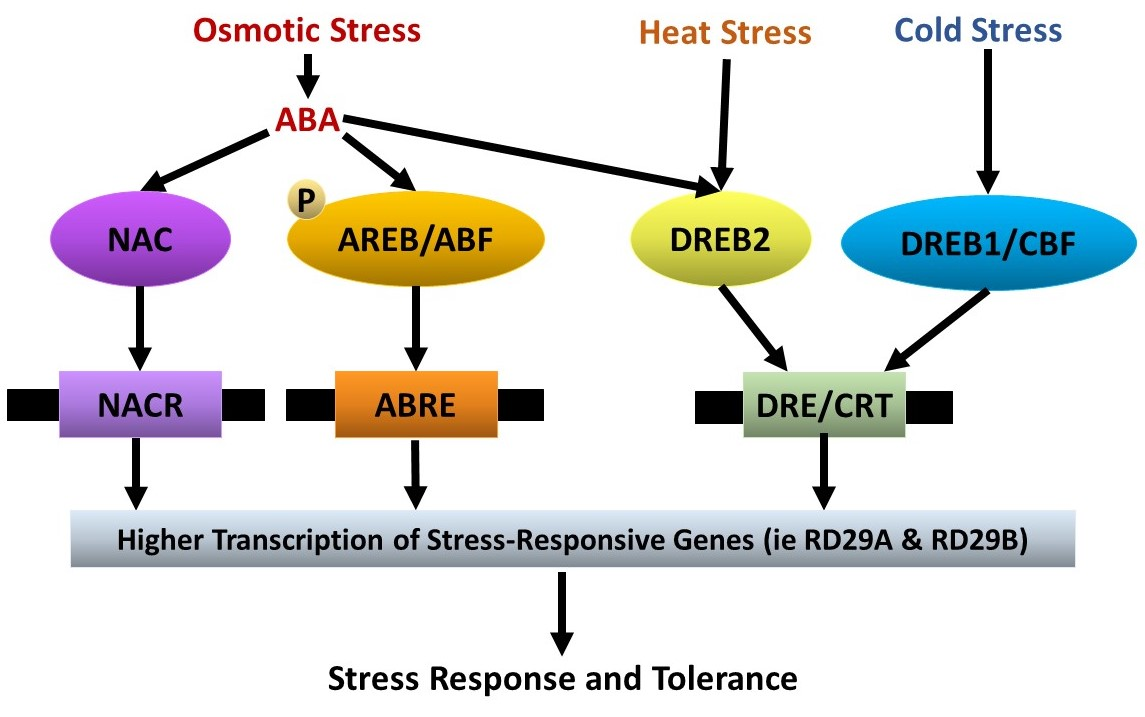
تنش‌های غیرزیستی (مانند خشکسالی) باعث بیان عوامل رونویسی زیر می‌شود. آنها به عناصر cis متصل می‌شوند و در نتیجه باعث تغییر در پاسخ به استرس و تحمل می‌شوند.

تحمل خشکی یا تحمل خشکسالی (به انگلیسی: Drought tolerance) توانایی حفظ تولید زیست‌توده گیاه در شرایط خشک یا خشکسالی است. برخی از گیاهان به‌طور طبیعی با شرایط خشک سازگار هستند و با مکانیسم‌های حفاظتی مانند تحمل خشکی، سم‌زدایی یا ترمیم آمبولی آوند چوبی زنده می‌مانند. گیاهان دیگر، به ویژه محصولات کشاورزی مانند ذرت، گندم و برنج، با انواع جدیدی که از طریق مهندسی ژنتیک ایجاد شده‌اند، به‌طور فزاینده‌ای نسبت به خشکسالی متحمل شده‌اند.

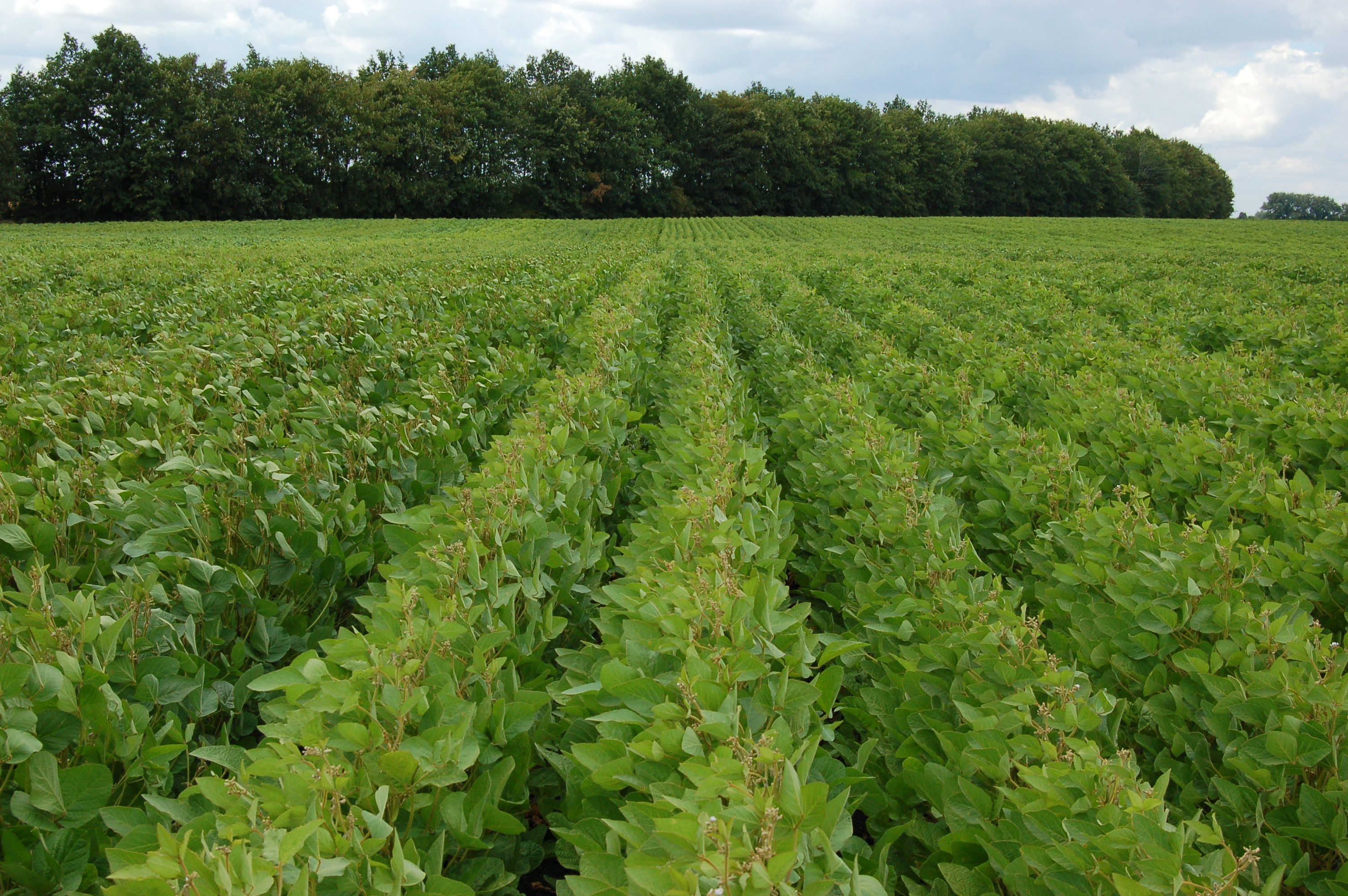
استافتا یک دانه سویا با تحمل به خشکسالی افزایش یافته‌است که توسط مؤسسه تولید گیاهی اوکراین ساخته شده‌است.

## سازگاری‌های طبیعی تحمل به خشکسالی
1. گیاهان گریزان از خشکسالی (Drought-escaping): گیاهان یکساله که تنها در زمان‌هایی که رطوبت کافی برای تکمیل چرخه زندگی خود دارند، جوانه می‌زنند و رشد می‌کنند.
2. گیاهان پرهیز از خشکسالی (Drought-evading): گیاهان چندساله غیر آبدار که رشد خود را تنها به دوره‌های در دسترس بودن رطوبت محدود می‌کنند.
3. گیاهان ماندگار در خشکسالی (Drought-enduring): این درختچه‌های همیشه سبز که به نام گزروفیت نیز شناخته می‌شوند، دارای سیستم ریشه‌ای گسترده همراه با سازگاری‌های ریخت‌شناسی و فیزیولوژیکی هستند که آنها را قادر می‌سازد تا رشد خود را حتی در شرایط خشکسالی شدید حفظ کنند.
4. گیاهان مقاوم (بردبار) به خشکسالی (Drought-resisting): که به عنوان گیاهان چندساله آبدار نیز شناخته می‌شوند، در برگ‌ها و ساقه‌های خود آب را ذخیره می‌کنند تا مصرف کمی داشته باشند.